# 希爾賽德 (新澤西州)
希爾賽德（英語：Hillside）是位於美國新澤西州尤寧縣的一個鎮區。

## 地方資料
希爾賽德的面積為7.20平方千米，當中陸地面積為7.17平方千米，而水域面積為0.03平方千米。根據2020年美國人口普查的數據，當地共有人口22456人，而人口密度為每平方千米3,118.89人。